# Tempererede Nåleskove
| Bjergskove Løvskove | Mediterrane biomer |

Tempereret nåleskov er et biom der forekommer i de tempererede klimaebælter hvor der er varme somre, kølige vintre og tilstrækkeligt nedbør. De bedst kendte eksempler på tempereret nåleskov er de tempererede regnskove i det vestlige USA og Canada og bjergskovene i Sydeuropa.
Et af de vigtige kendetegn ved tempereret nåleskov (og tempereret regnskov) er frodigheden i skovbunden kendetegnet ved en kraftig vækst af mosser, bregner,buske og også en lang række urter – i nogle tilfælde, f.eks. på New Zealand, forekommer endog træbregner. Nordlige nåleskove er også rige på mosser, mens bregner forekommer langt mindre. Også vegetationen af urter og buske er mere sparsom i de nordlige nåleskove. Tempereret nåleskov kan have et varierende islæt af løvtræer og der er en glidende overgang til biomet tempereret løvfældende skov.
De tempererede nåleskove i det vestligste USA og Canada har den højeste biomasse pr. areal af noget økosystem på landjorden og disse skove er berømte for træer af gigantiske dimensioner. Mammuttræ fra Sierra Nevada i USA er verdens største træ og Redwood, ligeledes fra USA, er verdens højeste træ. Douglasgran, Kæmpe-Thuja og Sitka-Gran er træer der er velkendte også fra Danmark, hvor de er indført, men som i deres hjemegen i det vestligeste USA og Canada bliver op mod 90 m høje med flere meter tykke stammer. Også i de tempererede nåleskove på den sydlige halvkugle findes nåletræer af meget store dimensioner, bl.a. forskellige arter af Agathis.

## Regioner
Tempereret nåleskov er et af de mindre biomer der kun forekommer i få regioner på verdensplan:
- det vestligste USA (inkl. Sierra Nevada) og Canada
- ganske små lommer i nordvest-Eruopa, bl.a. Irland og Wales samt lidt større områder langs den norske Atlanterhavskyst så langt nordpå som Trondheim
- Europæisk-mediterrane, blandede bjergskove
- Tempererede skove i Kaukasus, Anatolien og Elbrus
- Bjergskove i Altaiområdet
- Nåleskove på Hengduan Shan (Japan)
- Tempererede regnskove i Valdivia og på Juan Fernandez øerne
- Tempererede regnskove på New Zealand og Tasmanien

## Mange forskellige nåletræer
Selvom Tempererede nåleskove er et mindre biom målt i areal er det kendetegnet ved et meget stort antal forskellige slægter af nåletræer. Der findes ca. 70 slægter af nåletræer og op mod 25 forskellige er repræsenteret i dette biom! Til sammenligning har biomet Taiga der dækker enorme arealer kun ca. 7 slægter repræsenteret.